# これが音声多重放送だ!
『これが音声多重放送だ!』（これがおんせいたじゅうほうそうだ）は、1978～9年にかけて、松下電器産業（現・パナソニック）の一社提供による、音声多重放送開始記念特別番組である。日本テレビ系列の各放送局がそれを開始する時期又は放送局毎に、各々違うバージョンになっている。ここでは、可能な限り、各バージョンを記す。

## 音楽バラエティショウ特別企画 これが音声多重放送だ!
1978年10月1日に日本テレビの製作で、『日曜スペシャル』枠にて全国放送された、同局と読売テレビ両局の音声多重放送開始を記念した特別番組。前述の2局以外はモノラル放送でのネットであることも含め、当時通常のモノラルテレビで見ても、音声多重放送の効果が十分に理解できる様に、演出に工夫が凝らされている。

### 放送日時
- 1978年10月1日　14:15 - 15:40 [2][3]

### OPテーマ
- 『展覧会の絵』より「第1プロムナード」
  - 作曲：モデスト・ムソルグスキー / 編曲：冨田勲

### コーナーとその出演者
- 徳光和夫（当時・日本テレビアナウンサー）　- 司会

#### 音まではみでる 立体はみだし漫才
- 星セント・ルイス

#### ゲバゲバトリオのおもしろステレオギャグ
- 宍戸錠
- 熊倉一雄
- 岡崎友紀

#### ステレオ放送だもん 思いっきり歌っちゃうわ
- 山口百恵
- ピンク・レディー
- 渡辺真知子

#### 淳子・郁恵のハードなソフトボール大会
- 桜田淳子
- 榊原郁恵

#### 大阪球場でジャンピング・フラッシュする
- 西城秀樹

#### 大迫力 立体音響コンサート
- 読売日本交響楽団

#### CMパート
- 小林亜星・すぎやまこういち（Technics）
- 泉大助・あかはゆき（音声多重クイントリックス）

### ネット局
- 音声多重放送で放送
  - 日本テレビ[2]【制作局】
  - 読売テレビ(同局が同日に開始した、音声多重放送の最初の番組であった。)[注釈 1][3][4]
- モノラルで放送。
  - 札幌テレビ[5]
  - 静岡けんみんテレビ
  - 北日本放送
  - 福井放送
  - 中京テレビ[6]
  - 西日本放送[3]
  - 日本海テレビ[7]
  - 山口放送[7]
  - 福岡放送[7]
  - 長崎放送(同日15時半からの遅れネット放送)[7]
  - 宮崎放送(同日15時半からの遅れネット放送)[7]
  - 南日本放送(同日15時半からの遅れネット放送)[7]

## これが音声多重放送だ! 「布施明ショー」
1979年7月1日に放送。同日の札幌テレビの音声多重放送開始記念、静岡第一テレビ同放送開始を含む開局記念、及び同放送をサービス放送中の中京テレビの3局で放送。

### 放送日時
- 1979年7月1日
  - 札幌テレビ 15:45 - 17:15 [9]
  - 中京テレビ 15:49 - 17:15 [8]
  - 静岡第一テレビ 15:45 - 17:00 [10]

### 出演
布施明、武田鉄矢、チェリッシュ、鳳蘭 ほか 

## ステレオ歌謡ショー これが音声多重放送だ!
1979年12月1日に放送。同日の福岡放送の音声多重放送開始記念番組。音声多重放送のデモンストレーションの後、歌謡ショーをお送りする構成。

### 放送日時
- 1979年12月1日 13:00 - 14:25 [11]

### 出演
フランク永井、小柳ルミ子、渋谷哲平 ほか 

### 司会
団しん也 

## 付記

### 山口放送での扱い
1979年12月1日に山口放送が音声多重放送開始記念番組として、「ステレオ音楽ショー これが音声多重放送だ! 『五木ひろしショー 男の旅立ち』」を放送したが、これは同年10月6日、読売テレビが「五木ひろしショー 男の旅立」としてステレオ放送した番組で、札幌テレビに同時ネットしている(モノラル放送)。その際、題名には「これが音声多重放送だ!」の文章は入っていない。下記に、その番組の概要を記す。

#### 「五木ひろしショー 男の旅立」

##### 放送日時
- 初回放送(読売テレビ、札幌テレビ)
  - 1979年10月1日 13:00 - 14:25 [13]
- 山口放送(ステレオ音楽ショー これが音声多重放送だ! 『五木ひろしショー 男の旅立ち』として)
  - 1979年12月1日 12:00 - 13:25 [12]

##### 出演
五木ひろし、月亭可朝、木村好夫 ほか